# 裸躄魚
裸躄魚（学名：Histrio histrio），又稱斑紋光躄魚，俗名五腳虎或海草娃娃魚，为裸躄魚屬下的唯一一个物种，属鮟鱇目躄魚科。

## 分布
本魚分布於全球各大洋的溫暖水域，包括南非至斯里蘭卡；西太平洋，從北海道到澳洲、紐西蘭；西大西洋，從加拿大至烏拉圭拉布拉他河河口。東大西洋，從亞速群島至北歐挪威皆有其蹤跡。

## 活動範圍
水深0—11公尺。

## 特徵

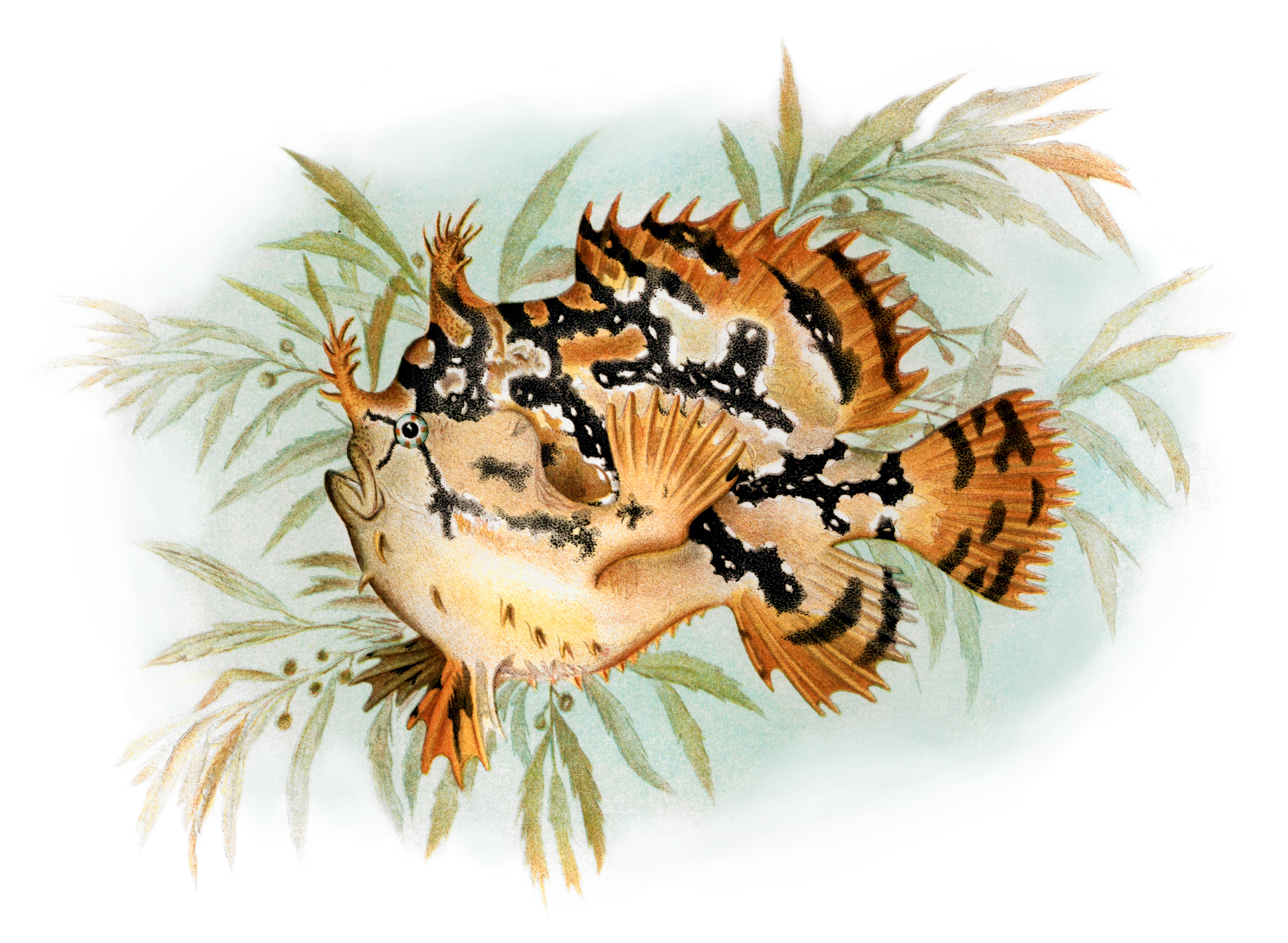
裸躄魚的側面圖繪

本魚體側扁，卵圓形，腹部膨大，尾柄明顯。頭高大，頭背緣陡斜。吻短。眼小。口裂大，下頜突出；上下頜、鋤骨及腭骨均具齒。鰓孔小。體裸露，但有微細顆粒及小皮辨散在；背鰭兩個，具3棘，第一背鰭特化為吻觸手，且位於吻部，其長較第二硬棘短，吻觸手之骨質基部極短上不及第二棘之一半長，先端之球狀肉質部則衍生若干絲狀皮辮；第二硬棘位於第一硬棘方受方，第三硬棘短，部份埋於皮下；第二背鰭長，具軟條11—13枚；臀鰭具軟條6至8枚；腹鰭顯然短於胸鰭；胸鰭軟條9至11枚；尾鰭圓形。體黃褐色，有少數黑點及淡色斑紋散在。體長可達20公分。

## 生態
本魚棲息在馬尾藻叢中，並利用其作偽裝，並以吻觸手捕食小魚。是天生的偽裝大師。產卵期為五月至八月。

## 經濟利用
可飼養在水族箱做觀賞魚，不具食用價值。